# Adde Bernhard Burghardi
Adde Bernhard Burghardi (* 27. August 1710 in Lübeck; † 25. Oktober 1787 ebenda) war ein deutscher evangelisch-lutherischer Geistlicher, Hauptpastor der Lübecker Petrikirche und Senior des Lübecker Geistlichen Ministeriums.

## Leben
Adde Bernhard Burghardi war ein Sohn des Predigers an der Lübecker Marienkirche Johann Daniel Burghardi (1672–1729, Prediger seit 1706). Nach dem Besuch des Katharineums studierte er Evangelische Theologie an der Universität Jena, wo er auch Mitglied der Teutschen Gesellschaft in Jena wurde.
Am 20. Juni 1737 wurde er zum Prediger der Petrikirche berufen, und am 13. Mai 1756 ihr (Haupt)Pastor. Ab 1767 war er zugleich Senior des Lübecker Geistlichen Ministeriums. Während zweier Vakanzperioden der Superintendentur, zwischen Johann Gottlob Carpzovs Tod 1767 und der Berufung von Johann Andreas Cramer 1771 sowie von Cramers Weggang 1774 bis zur Berufung von Johann Adolph Schinmeier 1779 war er der Leitende Geistliche der Evangelisch-Lutherischen Kirche in Lübeck.

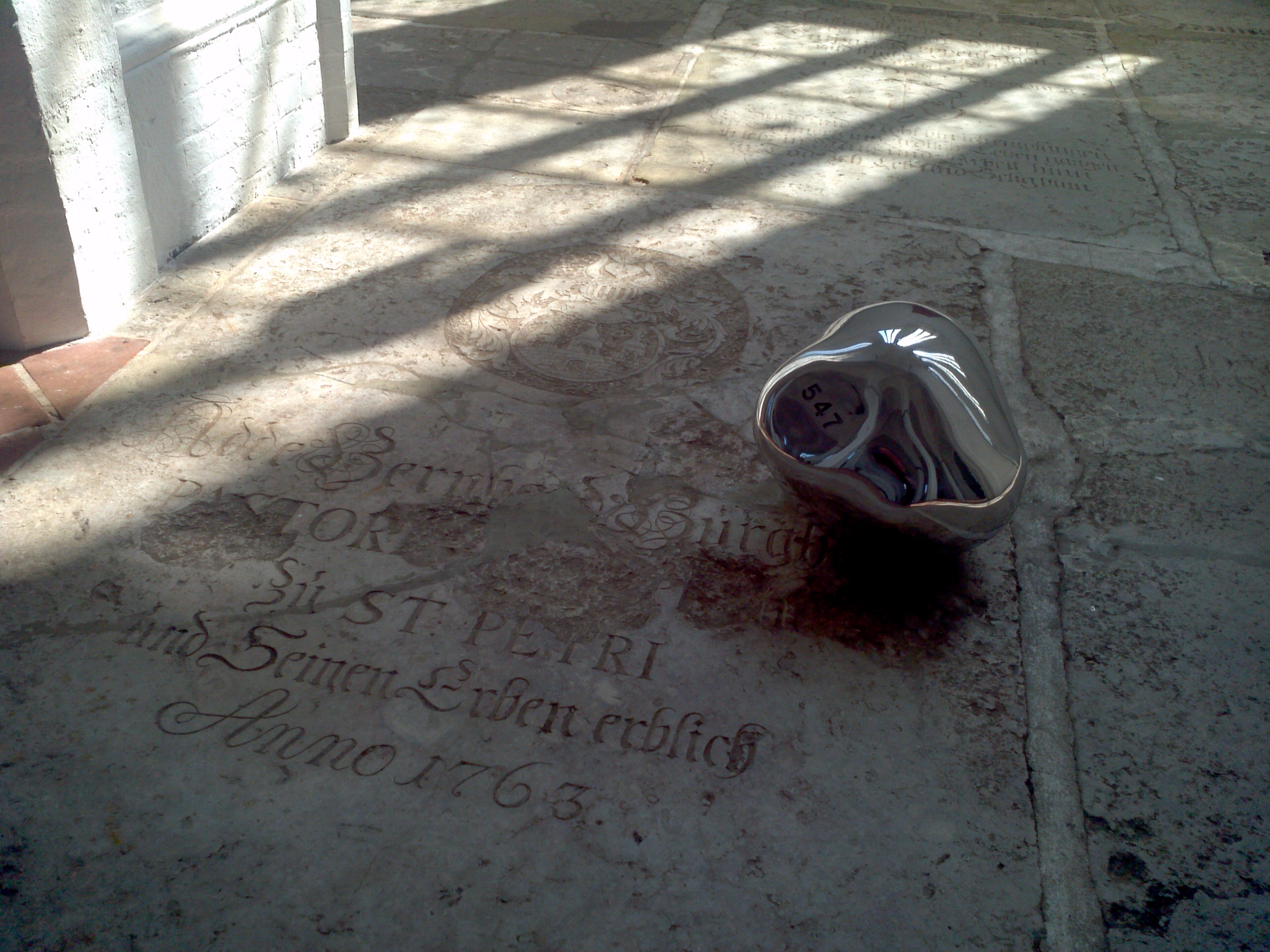
Grabstein Burghardis in der Petrikirche (2012, mit Trashstone 547 von Wilhelm Mundt)

Am 2. Juli 1787 konnte er sein 50-jähriges Amtsjubiläum feiern, zu dem ihm das Ministerium eine silberne Denkmünze prägen ließ und sein Enkel, der damals 18-jährige Johann Friedrich Hach eine Ode schrieb. Kurz darauf verstarb er. Er wurde in dem von ihm 1763 erworbenen Familiengrab in der Petrikirche beigesetzt. Johann Daniel Overbeck, der zum Jubiläum bereits eine lateinische Gratulationsschrift beigetragen hatte, schrieb seine Trauerschrift.
An ihn erinnerte ein Epitaph in St. Petri an der Westseite der vierten Norderpfeilers. Es hatte einen Holzaufbau im Zopfstil und war schwarz und weiß bemalt. Am Fuß eines Säulenstumpfes befand sich das gemalte Brustbild Burghardis; Putten und Todesembleme dienten zur Belebung des langweiligen Werkes. Die Inschrift nannte die Lebens- und Amtsdaten, zusammen mit fünf Versen, deren Inhalt nicht überliefert ist. Während der Grabstein erhalten ist, verbrannte das Epitaph beim Luftangriff auf Lübeck in der Nacht zum Palmsonntag 1942.
Er war verheiratet mit Henrietta, geb. Woldt, einer Tochter des Ratsherrn Hermann Woldt. Sein 1742 geborener gleichnamiger Sohn studierte Rechtswissenschaften, war Respondent 1763 an der Universität Helmstedt und 1767 an der Universität Göttingen, wurde Advokat in Lübeck, starb aber schon 1793. Ein weiterer Sohn, Johann Heinrich Burghardi (* 1743), war als Student 1765 gestorben.